# Église Saint-Blaise-et-Saint-Véran de Saint-Vérain
L'église Saint-Blaise-et-Saint-Véran de Saint-Vérain est un édifice religieux situé à Saint-Vérain, en France.

## Généralités
L'église se trouve au cœur du bourg médiéval fortifié de Saint-Vérain, dans le département de la Nièvre, en région Bourgogne-Franche-Comté, en France. Elle surplombe la vallée de la Vrille et occupe une position stratégique. Elle dépend de la paroisse Saint-Jean-Eudes en Val de Loire, du diocèse de Nevers.

## Histoire
L’église actuelle s’élève à l’emplacement d’un ancien prieuré bénédictin, dépendant de l’abbaye Saint-Germain d'Auxerre. Sa fondation remonterait au XIe siècle, autour de la vénération des reliques de saint Véran, évêque de Cavaillon au VIe siècle.
Des bulles pontificales, notamment celles de Pascal II (1107) et d’Eugène III (1152), confirment l'existence du monastère, respectivement désigné comme ecclesia puis monasterium, marquant ainsi la structuration progressive de la communauté religieuse locale.
L'église est classée au titre de monuments historiques par arrêté du 25 octobre 1906.

## Architecture
L’église adopte un plan basilical sans transept marqué, composé d’une nef à trois vaisseaux, d’un chœur à chevet plat flanqué de chapelles, et d’un clocher carré s’élevant à la croisée du transept.
A l'intérieur dans la nef, les voûtes sont en berceau brisé, marquant la transition du roman au gothique primitif. Les chapiteaux sculptés présentent des décors végétaux et figures fantastiques, influencés par les ateliers clunisiens.
Le portail occidental, aujourd’hui dépourvu de tympan, a partiellement été remanié au XIXe siècle.

## Mobilier
L'église présente du mobilier remarquable et parmi les plus notables : un vitrail dans le choeur daté du XIIIe siècle, considéré parmi les plus anciens de la Nièvre ; des stalles du XVe siècle, en bois de chêne, ornementées de miséricordes figurées ; une chaire à prêcher du XVIIIe siècle, en bois sculpté, avec panneaux figurant les Évangélistes ; diverses statues représentant saint Blaise et saint Vérain,.

## Galerie

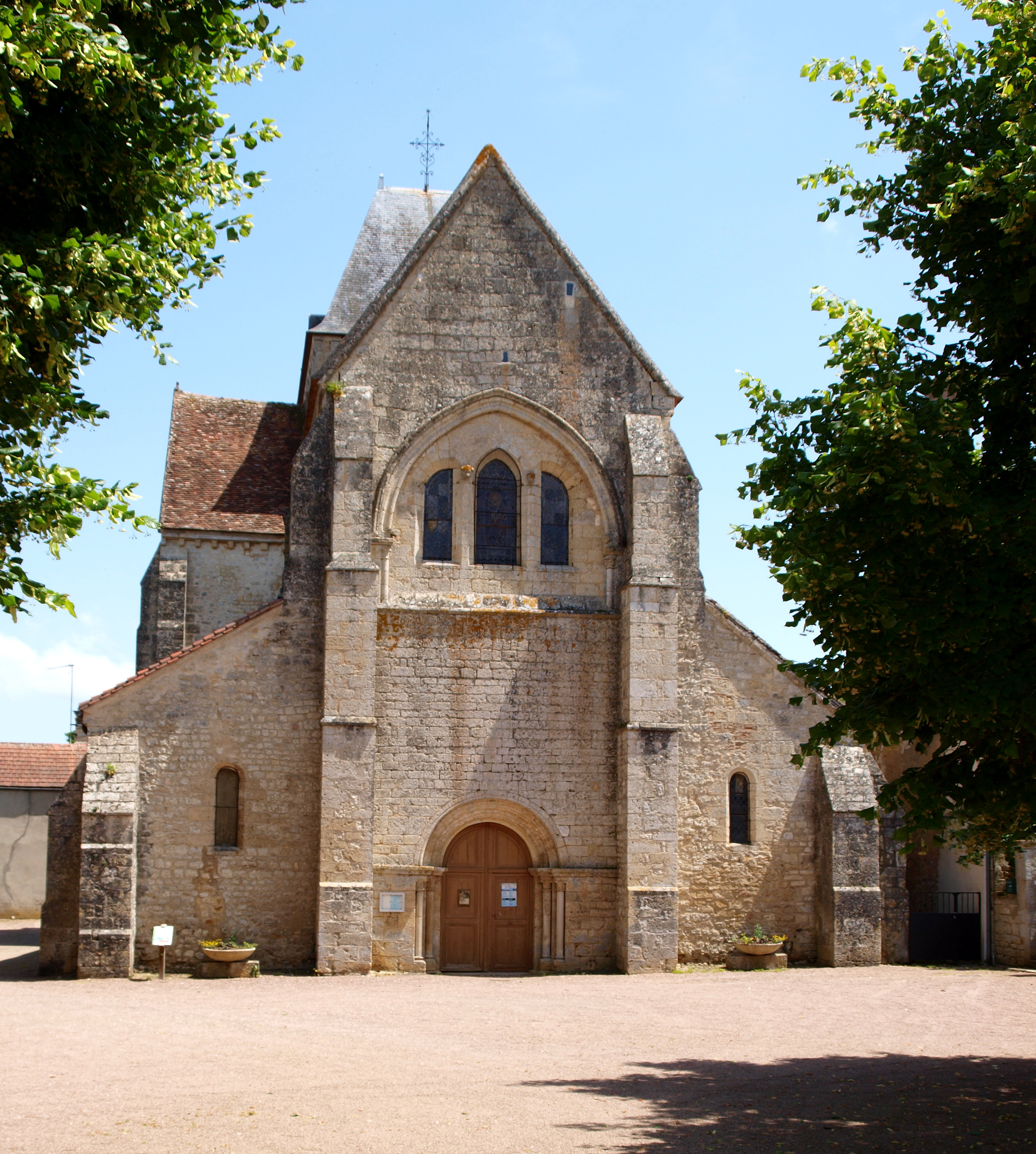
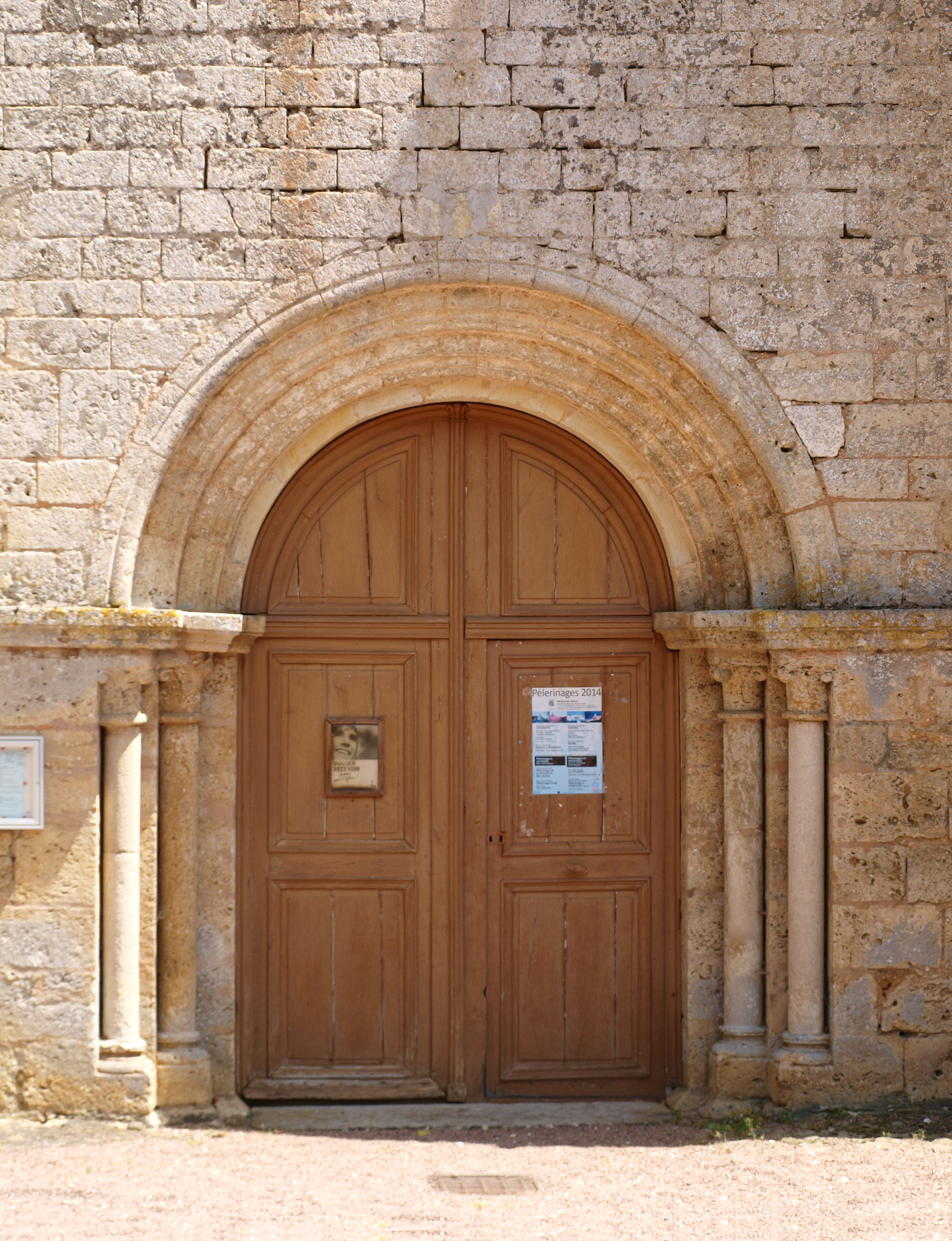
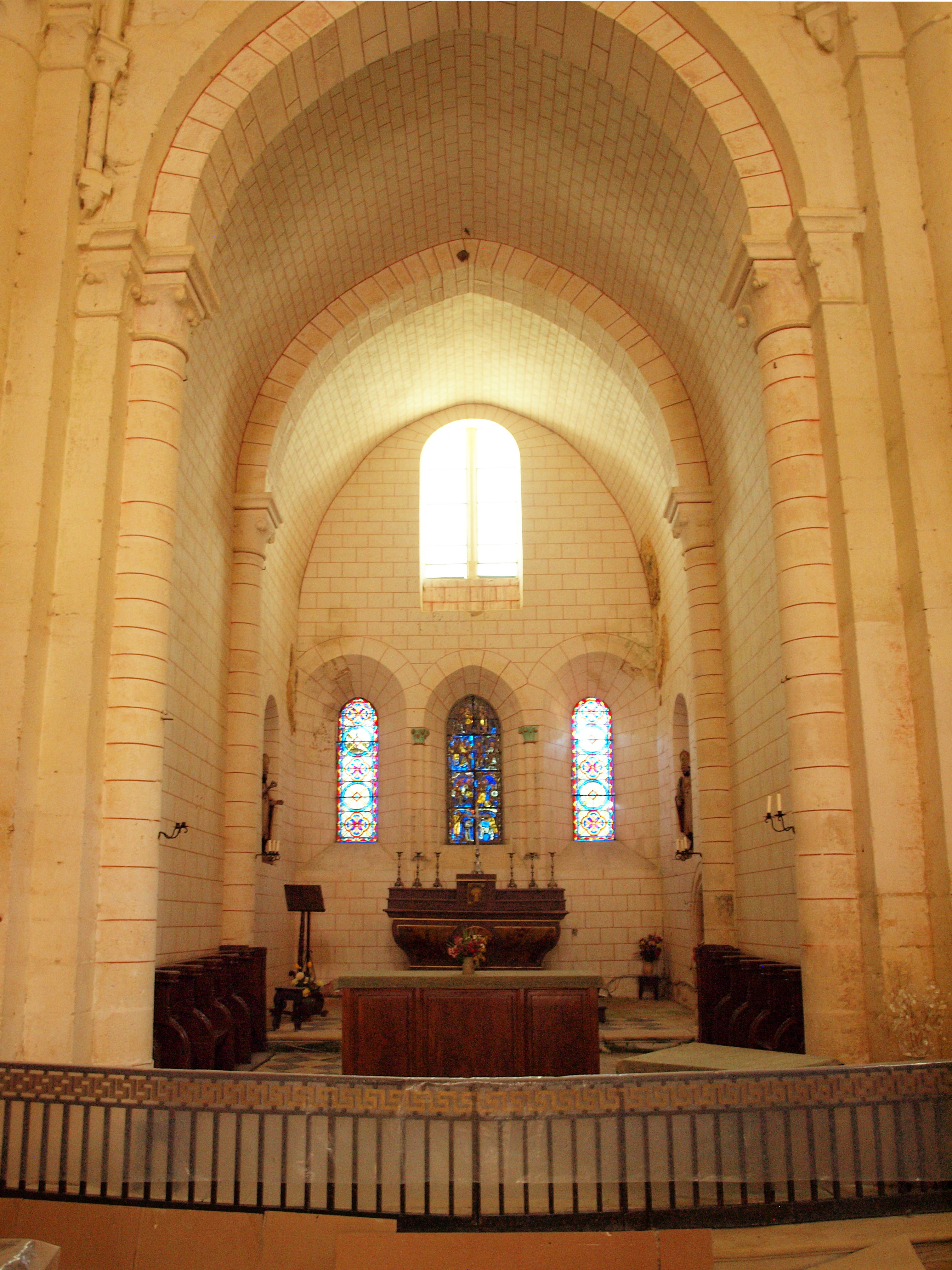
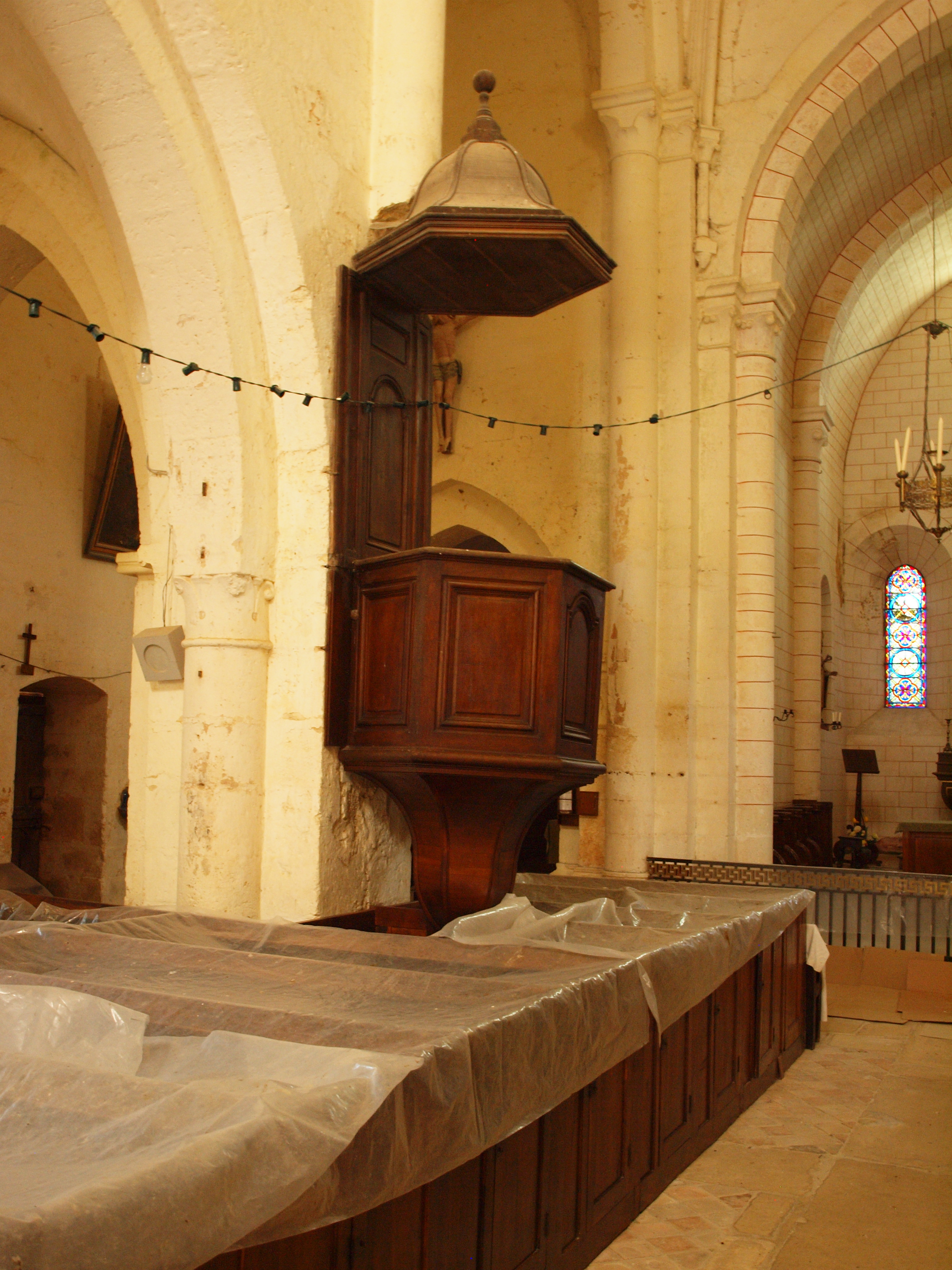